# Waxhofsiedlung
Die Waxhofsiedlung ist ein Ortsteil der Stadtgemeinde Birkfeld im Bezirk Weiz in der Steiermark.
Die Siedlung befindet sich auf dem Gebiet der ehemaligen Gemeinde Waisenegg, wo sie unmittelbar östlich der aus Fischbach kommenden Landesstraße L114 liegt. Sie besteht aus mehreren Einfamilienhäusern und ist in den letzten Jahren rasch angewachsen. Das Gebiet ist in der Vorrangzonenkarte des Landes Steiermark als Vorrangzone für Wohnzwecke ausgewiesen. Etwas weiter nördlich befindet sich die vergleichbare Hofbauer-Wasserbauer-Siedlung.